# ديفيد كالدر (مجدف)
ديفيد كالدر (بالإنجليزية: David Calder)‏ (و. 1978  م) هو مجدف كندي، ولد في فكتوريا ، كولومبيا البريطانية، شارك في Rowing at the 2004 Summer Olympics – Men's coxless pair ‏، والتجديف في الألعاب الأولمبية الصيفية 2012 - رباعي مزدوج رجال ‏، والتجديف في الألعاب الأولمبية الصيفية 2008 - رباعي مزدوج رجال ‏، والتجديف في الألعاب الأولمبية الصيفية 2000 – رجال ثمانية ‏.

## روابط خارجية
- ديفيد كالدر على موقع الاتحاد الدولي للتجديف (الإنجليزية)
- ديفيد كالدر على موقع اللجنة الأولمبية الدولية (الإنجليزية)
- ديفيد كالدر على موقع أوليمبيديا (الإنجليزية)